# Eulachnesia smaragdina
Eulachnesia smaragdina är en skalbaggsart som beskrevs av Bates 1872. Eulachnesia smaragdina ingår i släktet Eulachnesia och familjen långhorningar.
Artens utbredningsområde är:
- Costa Rica.
- Nicaragua.
- Panama.

Inga underarter finns listade i Catalogue of Life.